# 李光裕 (藝術家)
李光裕（1954年—），出生於台灣高雄市。70年代中期在台灣完成學院雕塑訓練後，負笈西班牙聖費南度皇家藝術學院及國立馬德里大學美術學院研習西方雕塑技法與理論，師承著名雕塑家托雷多。學成歸國後任教於台北藝術大學、台灣藝術大學，直至2006年退休，創作至今。在台灣雕塑史的發展中，李光裕的雕塑創作跨越文化、歷史的向度，是標示東方文化與西方現代主義交融的文化座標，集台灣在地的文化底蘊與國際多元文化之大成，形塑出極富個人特色的雕塑美學風格。他的創作在雕塑語言的基底層面，以「鏤空」等標誌性技法打開雕塑的封閉結構，形成獨特的「空」的形式、風格與觀念，呈現出一種物我兩忘的「東方空境」，不僅具有美學價值，亦蘊含對當下生命狀態的思考，具有當代的社會意義。曾受邀於紐約、威尼斯、西班牙、奧地利、日本、新加坡等全球多地舉行展覽。台灣三大美術館包括台北市立美術館、國立台灣美術館及高雄市立美術館典藏其多件作品。台大醫院捷運站、市民大道、育成高中及高雄大學亦可見其多件大型公共藝術作品。

## 重要典藏
- 台北市立美術館 － 供春、蛻變
- 高雄市立美術館 － 探、緩解與張力、璧
- 國立台灣美術館 － 凝

## 公共藝術
- 1995 國立台灣美術館雕塑園區
- 1998 台北市捷運局台大醫院站月台公共藝術
- 2000 台北市市民大道公共藝術
- 2001 台北市立美術館－中山區公共藝術
- 2005 高雄大學公共藝術
- 2010 遠雄桃園林口未來城
- 2010 遠雄台北木柵日光大廈
- 2014 台北永德言葉景觀藝術
- 2014 台北玄泰機構景觀藝術
- 2016 台南富立耘非凡景觀藝術

## 精選展歷
- 1981 西班牙秋季沙龍展，西班牙
- 1982 西班牙錢幣、浮雕設計展，西班牙國立錢幣鑄造廠，西班牙
- 1988 第三屆亞洲國際美術展，國立現代美術館，福岡，日本
- 1995 奧地利格拉茲國際雕塑研營聯展，格拉茲，奧地利
- 1999 Volume & Form 新加坡國際雕塑展，Andres Contemporary Art Pte Lte，新加坡
- 2009「空身幻影」李光裕雕塑個展，關渡美術館，台北，台灣
- 2011 空身幻影」李光裕雕塑回顧展，國立台灣美術館，台中，台灣
- 2012「入厝」，采泥藝術，台北，台灣
- 2012「心靈空間」，采泥藝術，台北，台灣
- 2012「二葉松」李光裕雕塑個展，采泥藝術，台北，台灣
- 2013「128藝國瘋」，采泥藝術，台北，台灣
- 2013「氣韻－在動靜之間」，采泥藝術，台北，台灣
- 2014「空山」李光裕新作個展，采泥藝術， 台北，台灣
- 2015「開放 18. 國際雕塑裝置展」， 義大利，威尼斯
- 2015「頃刻：台灣當代藝術展」，紐約，美國
- 2016「一線天: 李光裕個展」，耘非凡美術館，台南，台灣
- 2017 第57屆威尼斯雙年展 李光裕受邀 聖馬利諾國家館「有無之際：李光裕大型個展」